# Lobo da tundra asiática
O lobo da tundra asiática ou lobo da tundra (Canis lupus albus), também conhecido como Lobo de Turukhan, é uma subespécie de lobo cinzento nativo das zonas de tundras e florestas da Eurásia, Finlândia e Península de Kamchatka. Foi descrito pela primeira vez em 1792 por Robert Kerr, que o descreveu como vivendo ao redor do Yenisei e tendo uma pele altamente valorizada.

## Descrição
É uma grande subespécie, com machos adultos medindo 118–137 cm (46,5–54 pol.) de comprimento corporal, e fêmeas 112–136 cm (44–53,5 pol.). Embora frequentemente descrito como maior do que o lobo europeu, isso não é verdade, pois membros mais pesados desta última subespécie foram registrados. O peso médio é de 40–49 kg (88–108 lb.) para machos e 36,6–41 kg (81–90 lb.) para fêmeas. O maior peso registrado entre 500 lobos capturados na Península de Taymyr e na Península de Kanin durante 1951–1961 foi de um macho velho morto no Taymyr ao norte do Rio Dudypta pesando 52 kg (115 lb.). O pelo é muito longo, denso, fofo e macio, e geralmente é de cor cinza-claro. A pelagem inferior é cinza-chumbo e a superior é cinza-avermelhada.

## Habitat
O lobo da tundra geralmente descansa em vales de rios, matagais e clareiras florestais. No inverno, ele se alimenta quase exclusivamente de renas selvagens e domésticas fêmeas ou jovens, embora lebres, raposas do ártico e outros animais sejam às vezes alvos. O conteúdo estomacal de 74 lobos capturados no Okrug Autônomo de Nenets na década de 1950 foi encontrado consistindo em 93,1% de restos de renas. No período de verão, os lobos da tundra se alimentam extensivamente de pássaros e pequenos roedores, bem como de filhotes de vacas, cavalos, cabras e renas recém-nascidos.